# Michel Poberejsky
Michel Jacques Poberejsky (* 16. Juni 1930 in Neuilly-sur-Seine; † 21. September 2012 in Beaulieu-sur-Mer) war ein französischer Autorennfahrer.

## Karriere
Poberejsky, der unter dem Pseudonym Mike Sparken Rennen fuhr, begann seine Karriere 1952 mit einem Aston Martin DB2 und einem Klassensieg in Montlhéry. Die meisten seiner Rennen fuhr der Franzose in Nordafrika. 1955 gewann er auf einem 3-Liter-Ferrari 750 Monza das Sportwagenrennen um den Großen Preis von Marokko in Agadir. Mit dem Ferrari fuhr Poberejsky auch regelmäßig Sportwagenrennen in Großbritannien.
Seinen einzigen Einsatz in einem Monoposto hatte er 1955 beim Großen Preis von Großbritannien. Auf einem Werks-Gordini wurde er Siebter, hatte aber im Ziel bereits neun Runden Rückstand auf den Sieger Stirling Moss, der seinen ersten Grand Prix gewann.
Poberejsky verstarb am 21. September 2012 82-jährig an Krebs.

## Statistik

### Statistik in der Formel 1

#### Gesamtübersicht
| Saison | Team           | Chassis     | Motor          | Rennen | Siege | Zweiter | Dritter | Poles | schn. Rennrunden | Punkte | WM-Pos. |
| ------ | -------------- | ----------- | -------------- | ------ | ----- | ------- | ------- | ----- | ---------------- | ------ | ------- |
| 1955   | Equipe Gordini | Gordini T16 | Gordini 2.5 L6 | 1      | −     | −       | −       | −     | −                | −      | NC      |
| Gesamt | Gesamt         | Gesamt      | Gesamt         | 1      | −     | −       | −       | −     | −                | −      |         |

#### Einzelergebnisse
| Saison | 1 | 2 | 3 | 4 | 5 | 6 | 7 |
| ------ | - | - | - | - | - | - | - |
| 1955   |   |   |   |   |   |   |   |
|        |   |   |   |   | 7 |   |   |

| Legende  | Legende            | Legende                                                          |
| Farbe    | Abkürzung          | Bedeutung                                                        |
| -------- | ------------------ | ---------------------------------------------------------------- |
| Gold     | –                  | Sieg                                                             |
| Silber   | –                  | 2. Platz                                                         |
| Bronze   | –                  | 3. Platz                                                         |
| Grün     | –                  | Platzierung in den Punkten                                       |
| Blau     | –                  | Klassifiziert außerhalb der Punkteränge                          |
| Violett  | DNF                | Rennen nicht beendet (did not finish)                            |
| Violett  | NC                 | nicht klassifiziert (not classified)                             |
| Rot      | DNQ                | nicht qualifiziert (did not qualify)                             |
| Rot      | DNPQ               | in Vorqualifikation gescheitert (did not pre-qualify)            |
| Schwarz  | DSQ                | disqualifiziert (disqualified)                                   |
| Weiß     | DNS                | nicht am Start (did not start)                                   |
| Weiß     | WD                 | zurückgezogen (withdrawn)                                        |
| Hellblau | PO                 | nur am Training teilgenommen (practiced only)                    |
| Hellblau | TD                 | Freitags-Testfahrer (test driver)                                |
| ohne     | DNP                | nicht am Training teilgenommen (did not practice)                |
| ohne     | INJ                | verletzt oder krank (injured)                                    |
| ohne     | EX                 | ausgeschlossen (excluded)                                        |
| ohne     | DNA                | nicht erschienen (did not arrive)                                |
| ohne     | C                  | Rennen abgesagt (cancelled)                                      |
| ohne     | keine WM-Teilnahme |                                                                  |
| sonstige | P/fett             | Pole-Position                                                    |
| sonstige | 1/2/3/4/5/6/7/8    | Punktplatzierung im Sprint-/Qualifikationsrennen                 |
| sonstige | SR/kursiv          | Schnellste Rennrunde                                             |
| sonstige | *                  | nicht im Ziel, aufgrund der zurückgelegten Distanz aber gewertet |
| sonstige | ()                 | Streichresultate                                                 |
| sonstige | unterstrichen      | Führender in der Gesamtwertung                                   |

### Le-Mans-Ergebnisse
| Jahr | Team              | Fahrzeug          | Teamkollege    | Platzierung | Ausfallgrund |
| ---- | ----------------- | ----------------- | -------------- | ----------- | ------------ |
| 1955 | Michel Poberejsky | Ferrari 750 Monza | Masten Gregory | Ausfall     | Motorschaden |

### Einzelergebnisse in der Sportwagen-Weltmeisterschaft
| Saison | Team              | Rennwagen         | 1   | 2   | 3   | 4   | 5   | 6   |
| ------ | ----------------- | ----------------- | --- | --- | --- | --- | --- | --- |
| 1955   | Michel Poberejsky | Ferrari 750 Monza | BUA | SEB | MIM | LEM | RTT | TAR |
| 1955   | Michel Poberejsky | Ferrari 750 Monza | DNF |     |     |     |     |     |